# Крал Карол I (мост)
Мостът Крал Карол I (през тоталитарния румънски период преименуван на „Ангел Салини“) е железопътно съоръжение в Румъния свързващо двата бряга на Дунав по долното течение на реката. Намира се между градовете Фетещ във Влашко и Черна вода в Добруджа. Построен е между 1890 и 1895 г., като за времето си на откриване е най-дългия в Европа и общо трети по дължина в света.
Дължината му е 4037 м., от които 1662 м над Дунав и 920 м над река Борча. Проектиран е от румънския инженер Ангел Салини. Разположен е на 30 м над водата, което позволява и високи кораби да преминават под него. Дунавският участък е четирисводов, като колоните се намират на разстояние 140 м. една от друга, а единия от сводовете е с дължина 190 метра.
Мостът е използван почти един век, докато през 1987 г. не е заместен с новия Борченски мост построен до него.
Открит е на 26 септември 1895 г. и позволява при преминаване през него развиването на максимална скорост на влаковете от 85 km/h.
1. ↑  structurae.net